# 巴伐利亞的約翰·特奧多爾
巴伐利亞的約翰·特奧多爾（德語：Johann Theodor von Bayern，1703年9月3日—1763年1月27日），巴伐利亞選侯馬克西米利安二世的幼子，神聖羅馬皇帝查理七世的弟弟。

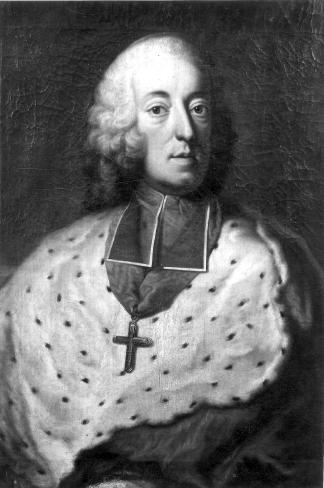

1743年，約翰·特奧多爾受教宗本篤十四世任命為樞機，隔年被選為列日采邑主教。約翰·特奧多爾於1763年去世，享年59歲。